# Suvantojärvi
Suvantojärvi är en sjö i Finland. Den ligger i kommunerna Keitele och Viitasaari i landskapen Norra Savolax och Mellersta Finland, i den centrala delen av landet, 300 km norr om huvudstaden Helsingfors. Suvantojärvi ligger 134,3 meter över havet. Den är 1,4 meter djup. Arean är 2,91 kvadratkilometer och strandlinjen är 9,87 kilometer lång. Sjön  ingår i Kymmene älvs huvudavrinningsområde.   I omgivningarna runt Suvantojärvi växer i huvudsak blandskog.
I övrigt finns följande i Suvantojärvi:
- Salmisaari (en ö)
- Rantasaari (en ö)